# Lepthyphantes zaragozai
Lepthyphantes zaragozai är en spindelart som beskrevs av Ignacio Ribera 1981. Lepthyphantes zaragozai ingår i släktet Lepthyphantes och familjen täckvävarspindlar.
Artens utbredningsområde är Spanien. Inga underarter finns listade i Catalogue of Life.